# Aart Stigter
Aart Stigter (Linschoten, 5 september 1956) is een Nederlandse langeafstandsloper, die gespecialiseerd is in de marathon. Hij liep 34 marathons, waarvan achttien maal onder 2:20 uur (viermaal 2:15, vijfmaal 2:16, viermaal 2:17, tweemaal 2:18, driemaal 2:19). Hij was driemaal de snelste Nederlander op de Marathon Rotterdam en was in 1994 Nederlands kampioen op de marathon. Zijn persoonlijke record van 2:15.14 vestigde hij in 1989 op de marathon van Amsterdam. Bij de veteranen brak hij diverse Nederlandse records, zoals op 17 april 2007 het Nederlands record voor 50-plussers op de 10 km in 31.40 en op 12 februari 2012 het Nederlands record voor 55-plussers op de 30 km.

## Biografie
Op de NK veldlopen 1986 in Amsterdam won Stigter een bronzen medaille op de 12.100 m. Met een tijd van 37.16 eindigde hij achter Tonnie Dirks (goud; 36.31) en Cor Lambregts (zilver; 37.06). Zijn eerste grote succes behaalde hij in 1990 door bij de Nederlandse kampioenschappen op de weg, die dat jaar over een afstand van 25 km werden gehouden, kampioen te worden. Een jaar later schreef hij de marathon van Apeldoorn op zijn naam in 2:20.46. In 1994 werd hij in Rotterdam Nederlands kampioen op de marathon. Hij legde de klassieke afstand van 42,195 km af in 2:15.38. Overall eindigde hij op een dertiende plaats. Hierna eindigde hij nog enkele malen op het podium bij wedstrijden over deze afstand, zoals: Eindhoven (derde 1999), Terschelling (eerste 1999), Leiden (derde 2000) en Almere (tweede 2003). In 2003 liep Stiger zijn laatste marathon in Amsterdam.
Aart Stigter is bepaald geen warmweer-loper. Zo meldde hij zich in 2003 af voor de Rotterdam Marathon. "Ik kijk dan vooraf naar de trend van het weer. Probeer te berekenen hoe snel de temperatuur oploopt. Bij het inlopen kan het weliswaar nog aangenaam zijn, maar twee uur later kan het zomaar acht graden warmer zijn. En daar kan ik dus in het geheel niet tegen. [...] Ik merk het aan de hartslagmeter. Wordt het warmer, dan gaat mijn hartslag omhoog, terwijl ik niet harder loop."
Tot 1998 was Stigter werkzaam als sportinstructeur bij de politie. Daarna richtte hij met zijn partner Ellen Abbringh het sport- en gezondheidscentrum in Amerongen op, dat zijn naam draagt. Later kwamen daar Aart Stigter Running B.V. en de Loopgroep Aart Stigter bij. Al jaren organiseert hij trainingskampen in Frankrijk, Lanzarote en Kenia.
In 2019, vijfentwintig jaar nadat hij  Nederlands kampioen werd, wilde hij samen met zijn zoon Bas nog één keer een marathon lopen. Tijdens trainingen merkte Aart echter, dat zijn rechterknie met nog maar weinig kraakbeen, te veel opspeelde om de lange afstand verantwoord te kunnen lopen.
Bas is eigenaar van de hardloopzaak Runnersworld Amsterdamse Bos. Hij erfde de hardloopgenen van zijn vader, maar had niet de motivatie om alles voor de sport te geven. Zijn vaders jubileum wilde hij vieren met een tijd onder de 2:25. Dat lukte in stijl, want waar Aart in 1994 Marti ten Kate inhaalde, haalde Bas Marti's zoon Fabian in.
Bas won in 2022 en 2023 de halve marathon in Amstelveen.

## Nederlandse kampioenschappen
| Onderdeel | Jaar |
| --------- | ---- |
| 25 km     | 1990 |
| marathon  | 1994 |

## Persoonlijke records
Baan
| Onderdeel | Prestatie | Datum             | Plaats     |
| --------- | --------- | ----------------- | ---------- |
| 800 m     | 1.55      |                   |            |
| 1500 m    | 3.55      |                   |            |
| 3000 m    | 8.24,7    | 15 juni 1984      | Den Haag   |
| 5000 m    | 14.12,72  | 14 september 1990 | Apeldoorn  |
| 10.000 m  | 29.11,2   | 24 mei 1988       | Amersfoort |

Weg
| Onderdeel      | Prestatie | Datum             | Plaats              |
| -------------- | --------- | ----------------- | ------------------- |
| 10 km          | 29.44     | 20 december 1997  | Linschoten          |
| 15 km          | 44.54     | 17 november 1991  | Nijmegen            |
| 10 Eng. mijl   | 48.02     | 20 december 1992  | Den Haag            |
| 20 km          | 1:00.05   | 8 maart 1992      | Alphen aan den Rijn |
| halve marathon | 1:02.59   | 3 april 1993      | Den Haag            |
| 25 km          | 1:18.37   | 27 september 1986 | Zevenbergen         |
| 30 km          | 1:32.35   |                   |                     |
| marathon       | 2:15.14   | 7 mei 1989        | Amsterdam           |

## Palmares

### 10 km
- 1987:  Singelloop Utrecht - 30.13
- 1988: 5e NK in Amersfoort - 29.12,7
- 1996: 4e Goudse Nationale Singelloop - 29.43
- 2000:  HVET Zwitserloot Dak Run - 30.05
- 2004:  MVET Zwitserloot Dak Run - 32.25
- 2006:  M45 Groet Uit Schoorl Run - 31.56
- 2008:  M45 Fortis Singelloop Utrecht - 32.29
- 2009: 5e marathon van Utrecht - 32.44
- 2009:  M50 NK in Tilburg - 33.30
- 2009:  MVET Singelloop in Wijk bij Duurstee - 32.38
- 2012: 8e marathon van Utrecht - 29.57 (te kort parcours)

### 15 km
- 1984:  Plassenloop - 47.41
- 1985:  Plassenloop - 47.06
- 1991: 6e Zevenheuvelenloop - 44.54
- 1992: 10e Zevenheuvelenloop - 45.30
- 1993: 18e Zevenheuvelenloop - 45.50
- 1994: 9e Zevenheuvelenloop - 45.38
- 1995: 13e Zevenheuvelenloop - 45.39
- 1998: 19e Zevenheuvelenloop - 46.56
- 1999:  Singelloop Utrecht - 46.40
- 1999: 23e Zevenheuvelenloop - 46.49
- 2000:  Singelloop Utrecht - 47.24
- 2002: 19e Montferland Run - 48.27

### 10 Eng. mijl
- 1995: 20e Dam tot Damloop - 49.25
- 2004:  M40 Dam tot Damloop - 54.35

### 20 km
- 1988:  Zilveren Molenloop - 1:02.58
- 1990: 12e 20 van Alphen 1:01.44
- 1992: 9e 20 van Alphen - 1:00.05

### halve marathon
- 1989:  halve marathon van Egmond - 1:06.34
- 1990:  Halve van Haarlem
- 1990: 15e halve marathon van Egmond - 1:06.33
- 1990: 6e City-Pier-City Loop - 1:04.01
- 1990: 5e halve marathon van Utrecht - 1:07.32
- 1991: 11e halve marathon van Egmond - 1:07.37
- 1991: 8e City-Pier-City Loop - 1:03.07
- 1992: 9e halve marathon van Egmond - 1:05.10
- 1993: 10e halve marathon van Egmond - 1:04.54
- 1993:  NK in Sittard - 1:06.01
- 1993: 10e City-Pier-City Loop - 1:02.59
- 1993: 100e WK in Bristol - 1:06.50
- 1994: 13e halve marathon van Egmond - 1:06.03
- 1995: 11e Bredase Singelloop - 1:05.54
- 1996: 12e halve marathon van Egmond - 1:05.44
- 1997: 5e NK in Enschede - 1:07.02
- 1999: ? Bredase Singelloop - 1:05.59
- 1999:  halve marathon van Best - 1:06.23
- 2000:  HV1 halve marathon van Vlieland - 1:10.54
- 2002: 22e halve marathon van Egmond - 1:07.25
- 2004:  M45 halve marathon van Gennep - 1:07.55
- 2004:  VET halve marathon van Dalfsen - 1:12.17
- 2005:  M45 halve marathon van Egmond - 1:10.04
- 2005: 30e M40 Fortis Marathon Utrecht - 1:01.43
- 2005:  M40 Rabo Halve Marathon Renswoude - 1:08.31
- 2006:  halve marathon van Utrecht - 1:09.47
- 2007: 8e MSEN halve marathon van Utrecht - 1:10.52
- 2007:  H50 halve marathon van Dalfsen - 1:11.59
- 2008:  H50 halve marathon van Dalfsen - 1:12.45
- 2008:  HCAT3 Saucony Halve van Hoogland - 1:09.49
- 2009: 42e halve marathon van Egmond - 1:14.42
- 2011: 40e halve marathon van Egmond - 1:13.24
- 2011:  H55 halve marathon van Linschoten - 1:12.30
- 2011: 1e M50 Berenloop - 1:12.53 (4e overall)

### 25 km
- 1990:  NK - 1:19.55

### marathon
- 1986: 4e NK in Maassluis - 2:17.05 (9e overall)
- 1988: 5e Westland Marathon - 2:16.51
- 1988:  marathon van Eindhoven - 2:16.49
- 1989: 5e Westland Marathon - 2:16.39
- 1989:  marathon van Amsterdam - 2:15.14
- 1990: 6e marathon van Frankfurt - 2:17.40
- 1990: 5e NK in Maassluis - 2:19.50
- 1991:  marathon van Apeldoorn - 2:20.46
- 1991:  NK in Rotterdam - 2:14.55 (11e overall)
- 1991: 12e marathon van Enschede - 2:19.48
- 1992:  NK in Rotterdam - 2:15.43 (12e overall)
- 1992: 9e marathon van Enschede - 2:19.38
- 1993:  marathon van Reykjavik - 2:17.50
- 1994:  NK in Rotterdam - 2:15.38 (13e overall)
- 1994: 7e Westland Marathon - 2:17.48
- 1994: DNF EK
- 1995:  NK in Rotterdam - 2:21.27 (22e overall)
- 1996:  NK in Rotterdam - 2:21.07 (24e overall)
- 1997: 16e marathon van Rotterdam - 2:16.31
- 1997: 12e marathon van Amsterdam - 2:21.06
- 1998: 20e marathon van Rotterdam - 2:18.52
- 1998:  Berenloop - 2:31.01
- 1999:  NK in Eindhoven - 2:23.40 (18e overall)
- 1999:  Berenloop - 2:28.50
- 2000:  NK in Eindhoven - 2:23.19 (10e overall)
- 2000:  Leidsche Rijn City marathon - 2:20.03
- 2003:  marathon van Almere - 2:22.55
- 2003: 20e marathon van Amsterdam - 2:26.58

### overige afstanden
- 1994:  Asselronde (27,5 km) - 1:24.52
- 2003:  M40 Groet uit Schoorl Run (30 km) - 1:37.07
- 2012:  M55 Groet uit Schoorl Run (30 km) - 1:45.30

### veldlopen
- 1984: 28e NK in Bergen op Zoom - 39.33
- 1985: 11e NK in Landgraaf - 39.25
- 1985:  Sylvestercross Soest
- 1986:  Sylvestercross Soest
- 1986:  NK in Amsterdam - 37.16
- 1987: 6e NK in Zeeland - 40.11
- 1988: 7e NK in Landgraaf - 39.13
- 1989:  Joe Mann Bosloop Cross - 36.25
- 1989:  Internationale Sprintcross - 36.11
- 1989: 4e NK in Landgraaf - 39.09
- 1990: 5e NK in Deurne - 39.40
- 1992: 4e NK in Utrecht - 38.26
- 1993: 5e NK in Harderwijk - 36.31
- 1995: 9e NK in Wassenaar - 36.13
- 2004:  M40 Sylvestercross Soest - 27.38

### overige
- 2009: 6e Midwintermarathon (18,5 km) - 1:02.43
- 2013:  8 km van Amsterdam - 26.37

- World Athletics: 14406152
- International Standard Name Identifier: 0000 0004 5909 6537
- Virtual International Authority File: 39147481558449242842
- WorldCat: E39PBJwdbdH33VBYR8k3GVQKBP